# Ерахтур
Ера́хтур — село в Шиловском районе Рязанской области, административный центр Ерахтурского сельского поселения.

## Происхождение названия
Впервые объяснить название Ерахтур попытался С. Н. Кузнецов в своей работе «Русская историческая география». Он приводит несколько версий. По первой, название села произошло от одноглазого лесного злого духа Ерахты, до сих пор почитаемого у черемисов (марийцев). По второй — от сочетания двух черемисских слов: «йырыктем» — в переводе «грею» и «тур» — «сторона»; в целом — «теплая сторона».
А. Л. Монгайт считал, что топоним представляет собой наследие, оставшееся от чудского племени мещеры.
По мнению В. А. Никонова, название пришло из финно-поволжских языков. Для выяснения этимологии он предлагал привлечь: марийское «ер» и мордовское «эрьке» (озеро), марийское «йакты» (сосна), а также формант -ур, который в мордовских языках служит для обозначения места. Наименование селения он ставит в один ряд с названием соседнего озера Румпа, объясняя его название из марийского «румбы» (муть).
Однако, по всей вероятности, населённый пункт получил имя по реке. Н. Н. Левошин отмечал, что при изучении топонимики Ерахтурского района, становится очевидным и ясным, что до появления славян здесь с очень древних времен обитали древнефинские племена. Их языку и принадлежат названия ряда селений, рек и озёр Ерахтурского района. Он полагал, что гидроним «Ерахтур», будучи образованным от мордовского «эрька» (озеро) и финно-угорского «тул» (река), первоначально означал озёрную или приозёрную реку. На его взгляд, это подтверждается фактом впадения данной реки в озеро Румпа.
Г. П. Смолицкая отмечает, что гидронимы на -ур, -ор образуют компактный ареал в бассейне рек Пра — Гусь и Пара — Мокша. По её мнению, фонетические признаки позволяют соотносить их с пермской ветвью финно-угорских языков, а также с самодийскими языками. Она также предполагает, что формант -ур в неизвестном науке языке дославянского населения края мог иметь значение «вода, река» и обращает внимание на совпадение ареалов данного гидронимического типа и ранних мордовских могильников, датируемых первой половиной 1 тыс. н. э.
Краевед Н. Н. Левошин приводит местное предание о том, что название села произошло от имени одноглазого злого лесного духа Ерахта, которого боялись и почитали далёкие предки мордвы (эрзи). Ур означает «белка». Следовательно, Ерахтур в переводе на русский язык будет означать «белка Ерахта», или «священная белка». Можно полагать, что на месте теперешнего Ерахтура когда-то было место вроде священного заповедника, где происходили мольбища Ерахту и где белка находилась под его особым покровительством, охотиться здесь на неё запрещалось.
По другому преданию, воротился как-то рязанский богатырь Иван Орлашкин из похода домой в родное село Салаур, и увидел, что в его отсутствие здесь похозяйничали татары, разорили его полностью. Бросился тогда Иван вдогонку и где настиг, была сеча лютая. Тяжело ранил Иван татарского богатыря Тура, а родственница татарского хана Ера травами излечила его. После излечения благодарный Тур женился на Ере и они поселились с отрядом на берегу Оки, основав село. От имен этих супругов — Еры и Тура — и произошло название села Ерахтур.
После разгрома и сожжения зимой 1237—38 года старой Рязани татарами монголо-татарские захватчики быстро стали продвигаться вдоль Оки, захватывая и уничтожая население. Об этих зверствах узнал Салоурский воевода Иван Орлашкин и, бросив сбор дани в Черниговском княжестве, вместе с дружиной в 9 человек отправился обходным путём в деревню Салоур. В этой деревне жила его молодая красавица жена Апраксея и престарелая мать Евдокея. По приезде в Салоур дружинники обнаружили ужасные последствия налёта захватчиков. Население было почти всё перебито, молодых жен татары увели с собой. После долгих розысков Иван Орлашкин нашёл свою мать с отрубленной головой у речки, а молодую жену на опушке леса, привязанной к верхушкам берез и разодранной пополам.
Похоронив и оплакав родственников, Иван поклялся отомстить варварам. В ту пору ему было 27 лет от роду. Ростом он был более двух метров, косая сажень в плечах. Не раз он отличался в сражениях, не было ему равных в силе и боевой сноровке, и меч Ивана, выкованный и подаренный его отцом, не гнулся, не ломался, не тупился от мощных ударов богатыря о вражий доспех.
Осенью Иван обходными путями отправился в деревню Куземкино, опередив монголо-татар, остановившихся в лесу у берегов Оки. В Куземкине он надеялся собрать отряд и сразиться с татарами, совершив тем самым свою месть. Но здесь его ждало разочарование. Куземкинцы, прослышав о зверствах в Салоуре, оставляя хозяйство и нажитое добро, семьями покидали свои дома, предпочитая скрываться от нашествия в лесах. Удалось богатырю собрать около сотни бойцов, готовых дать отпор кровожадным захватчикам.
С этим немногочисленным отрядом, следуя примеру Евпатия Коловрата, Иван двинулся навстречу врагам. Бой произошёл на берегу Оки, где находится теперь местечко «Летница». Первыми схватились Иван и предводитель монголо-татарского войска Тур. Всадники схлестнулись, удар был настолько сильным, что кони погибли, и дальше поединок продолжался уже врукопашную. Ивану удалось пронзить плечо Тура, и разъярённые басурмане ринулись в бой. Четыре тысячи против сотни — бой был неравен, и оттого ещё более жесток. Иван сражался в самой гуще, разя врагов своим не знающим пощады мстительным мечом, и его бесстрашие вдохновляло соратников на подвиги — не замечая страшных ран на своих телах, они бились до последней капли крови за освобождение родной земли. Долго длился бой, сотни злобных захватчиков пали под ударами русских ополченцев, но в конце концов израненный, истекающий кровью, но не сдавшийся Иван остался один против трёх сотен татар. Силы были слишком неравны, но Иван бился до тех пор, пока не упал бездыханный, убитый в спину стрелой коварного врага.
Татары в священном ужасе взирали на неподвижного героя, боясь подойти к нему даже на шаг, он казался им воинственным богом, отвечающим смертью каждому, кто осмелится коснуться его. Тело Ивана Орлашкина доставили в татарский стан, и его похоронили с почестями, достойными высокого военачальника: он был славным противником, и его ратными подвигами восхищались даже враги. А место, где проходил последний бой, и до сего времени сохранило название Лютая гора.
После жестоких боев близкая родственница татарского хана травами лечила израненного Тура. Звали её Ера. После излечения благодарный Тур женился на ней и поселился с отрядом на берегу Оки, основав село. От имен этих супругов — Ера и Тур — и произошло название села Ерахтур.

## География
Расположено на реке Марьинке в 46 км к северо-востоку от пгт Шилово. Расстояние от села до районного центра Шилово по автодороге — 60 км.
К востоку от села расположен овраг Лашма и большой лесной массив; к югу — урочище Васино Болото; к северу — урочища Бор, Рыкмус и Большие Кочки, озера Машкево и Румка. К западу от села Ерахтур река Ока на протяжении почти 70 км петляет по широкой пойме, образуя так называемые Кочемарские луки (по имени деревни Кочемары Касимовского района) с цветущими пойменными лугами, дубравами, зарослями кустарника, обилием озёр, ручьев и болот. Все пространство к западу от села вплоть до левого берега реки Оки занято многочисленными урочищами (Борисова Чаща, Посадка, Выссор, Ватажное, Пульск, Шогла, Красный Холм, Вертячка) и пойменными озёрами, наиболее крупные из которых — Ерхинка, Исток (Гусятник), Выссорское, Вилы, Лехино, Ивочье, Трутка, Тистры, Липки, Пишерское, Масляга и т. д.
Ближайшие населённые пункты — села Нармушадь и Куземкино.

## История
О наличии в округе села Ерахтура древних поселений свидетельствует недавняя находка клада бронзовых ритуальных предметов раннего железного века, в том числе уникальные «солнечные упряжи» с изображением небесного свода, увлекаемого священными птицами, солярные бляхи и амулет в виде пчелы.
Само поселение возникло с конца 15 века и к середине 16 века стало дворцовым селом.
14 ноября 1613 г. сибирскому царевичу Араслану Алеевичу велено дать в Касимове 2036 чети. Пожаловали Дворцовое село Ерахтур «с приселки и з деревнями и со всякими угодьи» (1328 чети с получетвериком в поле) в Елатомском уезде. Араслана Алеевича также пожаловали касимовскими посадом, таможнею, кабаками, мельницами, перевозами, рыбными ловлями и сенными покосами. Согласно дозорным книгам Михаила Беклемишева 1613/14 г. с перечисленного собиралось доходов и оброков 479 рубля 32,5 копеек. 30 октября 1614 г. Араслан Алеевич присутствовал на встрече датского посланника Ивердинга; 14 апреля 1616 г. перед царем касимовским принимали английского посла Джона Меррика; 18 ноября 1617 г. был на приеме послов персидского шаха Аббаса Коя-салтан и Булан-бека. Араслану Алеевичу принадлежало дворцовое село Ерахтур «с приселки и з деревнями, и со всякими угодьи, и с луги, и сбортными ухожеи, с верховым медвеным оброком, и с рыбными ловлями, и з бобровыми гоны, и со вспуды, и со всякими угодьи» (1328 чети и 264 крестьянина). Ежегодно село Ерахтур и сельцо Мышца, без деревень давали 300 четей «разного» хлеба, 40 полтей свиного мяса, 30 баранов. На Пасху, Петров день, масленицу и какой-то татарский праздник (Ураз байрам?) давали по 7 пудов меда пресного, 3 пуда масла коровьего, 33 барана. Крестьяне косили и возили сено (3000 копен), заготавливали дрова, поставляли и возили запасы в Москву и в Ярославль самому царю, его отцу и «братьеи» по 50 и больше подвод, дважды в год ловили на озёрах рыбу (5-8 возов). Верховой медовый оброк приносил 29 пудов меда. А с 1624/25 г. Араслан Алеевич стал требовать ещё и по 150 рублей деньгами на год. 40 рублей с ватажных рыбных ловель села Ерахтур предназначались ногайскому князю Тохтамету Шамарданову. 6 (16) марта 1614 г. Арслан получил из приказа Казанского дворца жалованную грамоту и стал касимовским царем. Официально царем был объявлен 6 (16) августа. Своим служилым людям А. давал деревни или поден.корм, который мог заменять пустыми землями из своего поместья, а также денежное жалование, ок.550 рублей.

Ко времени неурожайных и голодных 1601—1603 гг. это большое, с двумя деревянными церквями — Никольской и Пятницкой) село, и находилось в поместье у касимовского хана Арслана (1614—1626), а затем у его сына Сайид-Бурхана (1626—1678), при этом ему дается следующее описание: Село Ерахтор (Ерахтур) упоминается в списке с писцовых книг П. Воейкова за 1627 г. 
«В Касимовском уезде в Борисоглебском стану за касимовским царевичем Сеит-Бурханом село Ерахтур по обе стороны речки Ерахтурки, а в нём церковь древяная Николая Чудотворца да церковь древяная-ж великия мученицы Парасковеи — обе клетцки; да на церковной земле во дворе поп Семион Федоров, во дворе поп Иван Клементьев, во дворе дьячок Тарх прозвище Милованко, во дворе пономарь Антипко Исаев, во дворе просвирница Оленка Матвеева дочь, а церковныя пашни паханыя середния земли в селе Ерахтуре 18 четвертей с осминою в поле, а в дву потомуж. Да в том же селе Ерахтуре двор прикащика царевичева Сеит-Бурхана, да в селе-ж Ерахтуре кабак и тамга, а собирают кабацкия и таможенныя пошлины на касимовскаго царевича Сеит-Бурхана села-ж Ерахтура крестьяне на год рублев по 18 и по 20. Да в том-же селе Ерахтуре крестьян 75 дворов, бобыльских 52 двора, крестьянских дворовых пустых 40 мест; а села Ерахтура староста Васка Кашин да крестьяне Петрушка Шадрин, Ивашко Михайлов с товарыщи про те пустыя места сказали, что с тех дворовых крестьяне разошлись безвестно во 109 (1601) году от хлебного недороду, а иные померли с голоду. Да к селу-ж Ерахтуру деревня Шишкина, а в ней крестьянских дворов 4. Да в деревне-ж Шишкине бобылей 4 двора. Да в деревне-ж Шишкине дворовых пустых 7 мест; а села Ерахтура староста Васка Кашин да крестьяне Петрушка Шадрин, Ивашко Михайлов с товарыщи про те пустыя дворовыя места сказали, что с тех дворовых мест крестьяне разошлись безвестно во 109 (1601) году от хлебного недороду.
Пашни паханые в селе Ерахтуре и в деревне Шишкине 818 четвертей, да перелогом 202 четверти без полуосмины, да лесом поросло пашни 281 четверть в поле, а в дву потому-же; земля середняя; лес по пашне в бревно и в полбревна и в кол и в жердь.
Да к селу-ж Ерахтуру и к селу Мышцу с деревнями по Оке реке по берегу сенных покосов: вниз Оки реки правая сторона луг Макшев на озере на Макшееве, луг Великий, луг Нижний, луг Калища до Крутого вражка с Борку и с Резанцы и с Рубецкими крестьяны об межу по Вывелот да по Сивенское устье да по Зимник по озерко, да луг ватажной по Ерханскому по малому истоку, да на тех же лугех старые и новые топоровые росчисти, а теми росчистми старыми и новыми села Ерахтура и села Мышца и деревень крестьяне владеют вопче; а по мере тех лугов 102 десятины с полудесятиною, а сена на них ставитца 2050 копен.
Да к селу-ж Ерахтуру и к селу Мышцу с деревнями лесу чёрного раменнаго хоромного и дровяного от села Ерахтура и до Рубецкой волости по старым межам и до Давыдовской волости, а от Давыдовской волости до села Виряева, верст на 20 и на пол-30 и больши.
Да к селу-ж Ерахтуру рыбных ловель, озёр и спудов и перевесей и бобровых гонов: озеро Рунпа с Истоком до Рубецких вод по старым межам, чем преж сего владели вотащики села-ж Ерахтура крестьяне Исайко Пахарев с товарыщи в откупу; а ловят в том озере рыбу язи и подлещья и плотицы и щуки, да в том же озере Рунпе и в Истоке бобровые гоны, озеро Ушерхи, озеро Пороски, озеро Вятшево, озеро Пуншерка, озеро Лоски Большие, озеро Лоски Малые, озеро Луштвер, озеро Глубокое, озерко Конеголь, озерко Сивоя, озерко Белое, озерко Лопино, озерко Канищевское, озерко На Великом, озерко Уши, а на том озере стоит ватага; а в тех озёрах и в малых озерках и по истоком ловят рыбу летом и зимою, а рыба в тех озёрах и в малых озерках ловитца щуки и лещи и язи и окуни и лини и иная всякая рыба; а имал касимовский царь Араслан с тех озёр и с малыми озерки и с истоки с году на год по 30 рублев на ерахтурских крестьянех, а ныне имет сын ево касимовский царевич Сеит-Бурхан с тех же озёр у откупщиков по 30 и по 40 рублев на год. Да ерахтурские же озера, которых в откуп не отдают, а ловят в них рыбу на царевича Сеит-Бурхана: озеро Великое, а ловят в нём рыбу в одно время подледную и духовую, караси и щуки и лини, озеро Сенчеиха, озеро Вялое, а в них ловитца рыба караси-ж и щуки и окуни и лини, а ловят перед Николиным днем заметом возов по 5 и по 6, а духовой рыбы ловитца в тех же озёрах перед Масленицею воза по 2 и по 3; да на тех же озёрах спудных и перевестных 30 мест, опричь старых зарослей.
Да к селу-ж Ерахтуру бортныя ухожья…А по сказке села Ерахтура и села Мышца и деревень земских старост Васки Космина да Агейки Игнатьева и всех крестьян, с того села Ерахтура и с деревни Шишкиной, априч села Мышца и иных деревень, платили царю Араслану верховаго медвеного оброку по 15 пуд на год, а ныне сыну ево касимовскому царевичу Сеит-Бурхану верховаго медвенаго оброку платят тож. А округа тому бортному ухожью села Ерахтура и села Мышца с деревнями: по враг по Липовку до по Ексу, а с Ексу до по Чёрному лесу и позадь Ташенки, Крутых врашков по Цареву поляну да в Острый ельник по Лубоносу по речку, по Ломок да по ивовый куст, по Енлин ельник по передел, по Жданов лес да по заводь, по Вертячей песок, да с Вертячего песку за Оку реку по Бахметеву пожню, по Решное озеро, по Старое…да по Неверов исток, чрез Опроку реку по Спорное озеро, по Чачурку по речку по Чурилову сосну да по Медные Кольца да по Лашму по речку, по Есцу по озеро да по Вывотчю да по Переделец, да с Передельца по Увес да по Нарму да по Беседки, а с Беседок середи Василевы поляны на Сотников дуб да на Сухое болотцо, а с Сухова Болотца на Бабенки, а с Бабенки на Поповское, а с Поповского на Долгое озеро, а с Долгова озера на Столбищенский бор; и того бортного ухожья верст на 20 и больши».
По окладным книгам за 1676 г. при Никольской церкви в селе Ерахтур показаны:
«двор попа Симеона, двор попа Андрея, двор попа Иоакима, двор попа Василья, 2 двора дьяконовых, двор пономарской, двор просвирницын, да прихоцких: двор прикащиков, крестьянских 189 дворов, бобыльских 37 дворов, деревня Шишкино, в крестьянских 30 дворов, 3 двора бобыльских… Да по ево-ж поповой сказке земли у них 2 четверти в поле, а в дву потомуж, сенных покосов на 15 копен. По окладу данных денег 6 рублев 20 алтын 3 денги».

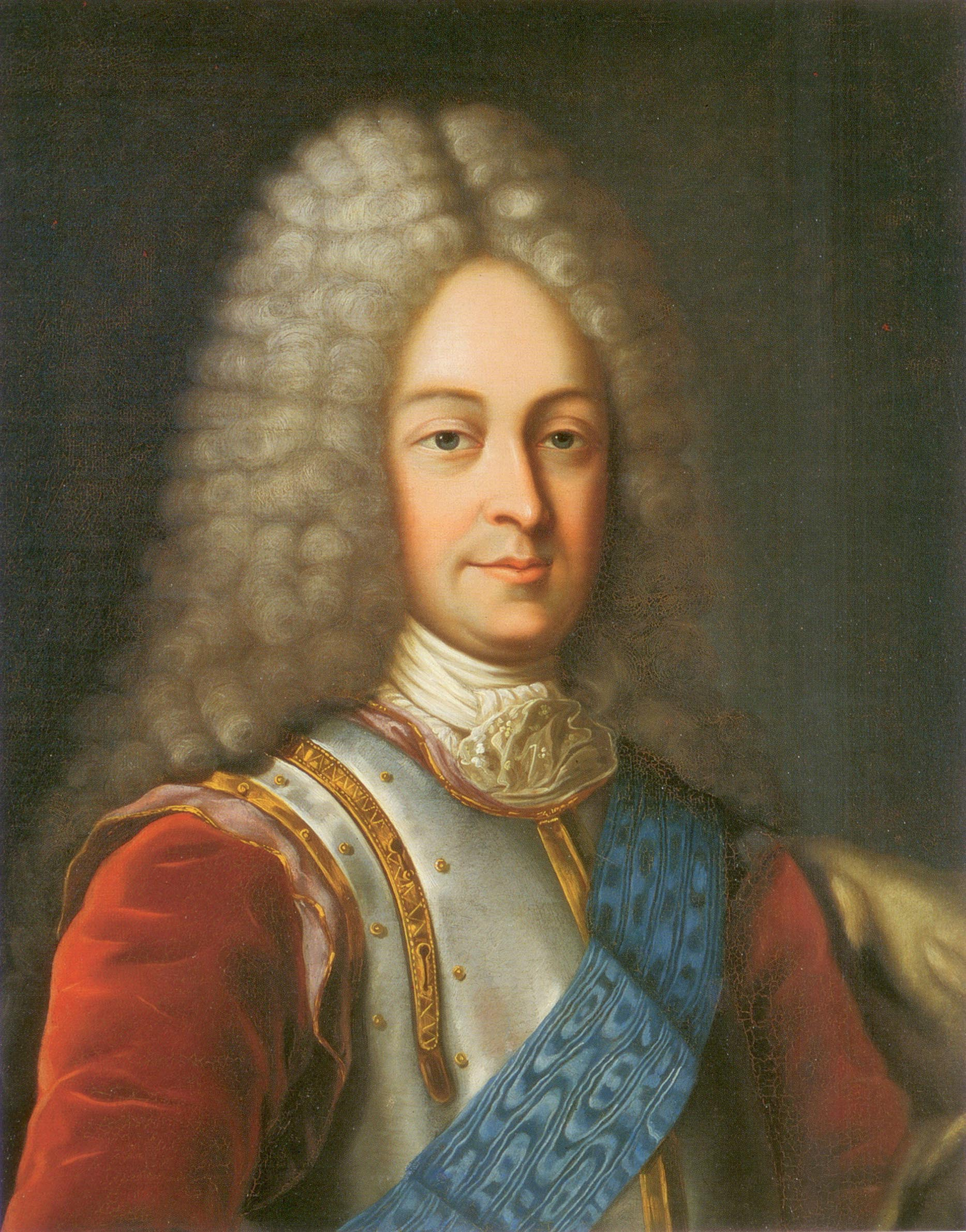
Василий Лукич Долгоруков (1670—1739), князь, дипломат, член Верховного Тайного совета, владелец села Ерахтур.

По переписным книгам за 1683 г. село Ерахтур значилось уже в вотчине за сыновьями Сайид-Бурхана, крещёными касимовскими царевичами Иваном и Симеоном Васильевичами, и описывалось так: 
«А по переписке в Касимовском уезде в Борисоглебском стану за касимовскими царевичи за Иваном Васильевичем, за Симеоном Васильевичем село Ерахтур, по обе стороны речки Ерахтурки, а в нём церковь во имя святыя мученицы Порасковеи нареченныя Пятницы, древянная клетцки, а у тое церкви во дворе: поп Авдий Симеонов, у него детей Спирка да Сенька да Евтифейка да Ивашка да Петрушка да Митька, у Спирки сын Протаска; во дворе поп Мартын Семионов, у него детей Евфимка да Гришка да Сенька да Ивашка, у негож брат Прохорка Семионов, у него сын Гурка; во дворе поп Иоаким Парфенов, у него детей Андрюшка да Макарка да Андрюшка да Васка, у Андрюшки большова сын Серешка; во дворе поп Василий Семионов, у него детей Никишка да Петрушка да Сенька; во дворе дьячок Васька Парфенов, у него детей Гаврюшка да Емельянка да Евтюшка, у Гаврилки детей Макарка да Петрушка; во дворе дьячок Сидорка Семенов, у него детей Никитко да Полуехтко.
 В том же селе Ерахтуре двор касимовских царевичев, да крестьянских 103 двора, бобыльских 37 дворов, пустых беглых крестьянских 83 двора. Да к селуж Ерахтуру деревня Шишкина, а в ней крестьянских 5 дворов, бобыльских 3 двора».

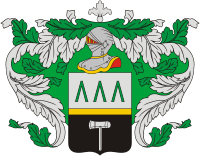
Герб рода дворян Демидовых.

Как видно из заметки, найденной В. В. Воронцовым-Вельяминовым в бумагах Гагина, в 1707 г. села Ерахтур и Мышца с деревнями и пустошами (всего 2247,5 четвертей земли и 277 крестьянских дворов) были пожалованы царём Петром I в вотчину князю Василию Лукичу Долгорукову (ок. 1670—1739 гг.) «за его князь Васильеву службу». Однако, участие князя В. Л. Долгорукого в составлении «кондиций» и попытках ограничить самодержавие привело к его опале в 1730 г., после чего его касимовские вотчины были по указу императрицы Анны Иоанновны отписаны в дворцовое ведомство: 
«В 730 году июня 16 дня по имянному блаженныя и вечно достойныя памяти Государыни Императрицы Анны Иоанновны указу, отписано у князя Василья Лукина сына Долгорукова не движимое имение в Касимовском уезде в селе Ерахтуре и в селе Мышцах с деревнями и пустошми 2333 четверти, а крестьянских 255 дворов, мужеска пола 1698 душ».

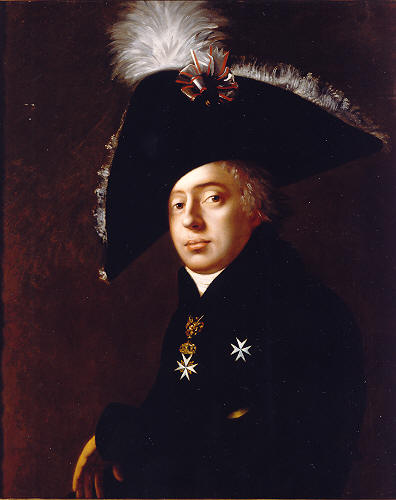
Николай Никитич Демидов (1773—1828), тайный советник и камергер, предприниматель и меценат, владелец села Ерахтур.

К этому времени в селе Ерахтур числилась всего одна ветхая деревянная Никольская церковь, которая вскоре сгорела, и в 1749 г. на средства прихожан была построена новая. Правда, как свидетельствуют документы, крестьяне Ерахтура особой религиозностью не отличались, и в 1765 г. местные священники Алексий Симеонов и Логгин Никифоров жаловались преосвященному Палладию, епископу Рязанскому и Шацкому, «в отъеме у них нагло того села Ерахтура дворцовой волости крестьянами церковной земли и в заселении ими в том селе близ церкви — на погосте дворов». Только вмешательство переяславского воеводы и церковных властей вынудило местных крестьян отступить.
 В 1779 г. Никольская церковь в селе Ерахтуре снова была уничтожена пожаром, и в 1782 г. на её месте была построена новая деревянная в то же храмонаименование.
С 1815 г. село Ерахтур принадлежало семье известных российских заводчиков Демидовых — Николаю Никитичу Демидову (1773—1828 гг.) и его наследникам. К этому времени в селе проживало, по данным 7-й ревизии 1815 г., 1360 душ обоего пола. Сами помещики в имении не жили, управление производилось через их центральную московскую контору, сосредотачиваясь на месте в лице управляющего Обедова. Злоупотребления управляющего и господских приказчиков привели в 1826 г. к крестьянскому бунту. Крестьяне требовали их перевода в разряд государственных, ожидая от этого облегчения жизни. По приказу рязанского губернатора в Ерахтур был послан батальон стражников для подавления волнений.

Герб рода дворян Демидовых князей Сан-Донато.

После смерти Н. Н. Демидова владельцем села Ерахтур стал его сын, действительный статский советник Анатолий Николаевич Демидов (1812—1870 гг.), князь Сан-Донато, а затем племянник последнего действительный статский советник Павел Павлович Демидов (1839—1885 гг.).
В 1829 г. по инициативе и на средства Демидовых в селе Ерахтур был построен новый каменный Спасский храм с тремя престолами — главным во имя образа Спаса Нерукотворного, и придельными — в честь святителя Николая Чудотворца и первоверховных апостолов Петра и Павла. При церкви была открыта школа грамоты для крестьянских детей. С этого времени старый деревянный Никольский храм считался упразднённым, но постоянно поддерживался усердием прихожан, а в 1885 г. был возобновлен.
После отмены крепостного права, весной 1862 г., в селе Ерахтуре произошло новое выступление крестьян с отказом от принятия уставных грамот. Уставные грамоты — это документы, составлявшиеся в ходе крестьянской реформы 1861 г. и фиксировавшие отношения помещиков с временнообязанными, бывшими крепостными крестьянами. Составление уставных грамот было неразрывно связано с созданием института мировых посредников, а также с организацией сельского и волостного крестьянского общественного управления. Но эти самые мировые посредники довольно часто забывали о беспристрастности и действовали в интересах помещиков, что и привело к выступлению. Тогдашний рязанский губернатор писал, что некоторая часть посредников «…начинает впадать в ошибки и имеет ложный взгляд на вещи». Этот «ложный взгляд», как указывалось в отчёте, заключался в том, что некоторые мировые посредники поддерживали беззаконные действия помещиков.

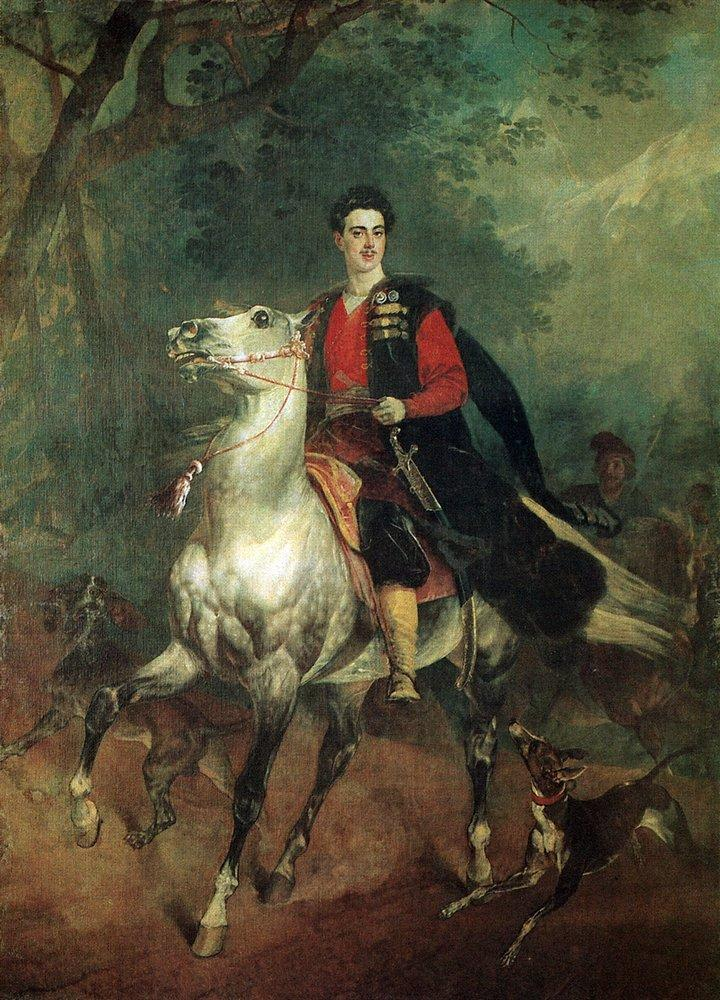
Анатолий Николаевич Демидов (1812—1870), действительный статский советник, князь Сан-Донато, владелец села Ерахтур.

Крестьяне опасались и того, что в случае подписи они снова станут крепостными. Сопротивление оказывалось и по экономическим причинам — размеры и расположение наделов, перенесение усадеб, размер повинности. Кроме того в губернии ожидали «истинной воли», указа царя, по которому всех должны были освободить окончательно, и важно было продержаться 2 года до «слушного часа», ничего не подписывая. Но это были только слухи.
Отмена крепостного права способствовала проникновению в село новых, капиталистических отношений. В Ерахтуре появляется прослойка довольно зажиточных крестьян (кулаков), занимавшихся промыслами и торговлей. С другой стороны значительная часть крестьян разорялась, и уезжала в поисках работы в города. К 1891 г., по данным И. В. Добролюбова, в приходе Спасской церкви села Ерахтур, помимо самого села с 422 дворами, числилась деревня Куземкино со 167 дворами, в коих проживало всего 1976 душ мужского и 2214 душ женского пола, в том числе грамотных 1027 мужчин и 75 женщин.
В конце XIX — начале XX вв. село Ерахтур являлось административным центром Ерахтурской волости Касимовского уезда и к 1905 г. в нём насчитывалось 586 дворов, в которых проживало 3 620 душ мужского и женского пола. В Ерахтуре были открыты школы: в 1881 г. — женская 3-классная земская приходская, а в 1904 г. — мужская 2-классная министерская. В 1904 г. спасским купцом и потомственным почётным гражданином Александром Викуловичем Качковым на собственные средства была начата реконструкция церкви Спаса Нерукотворного, сопровождавшаяся её расширением. Завершили перестройку сельского храма к 1910 г. уже сыновья А. В. Качкова — Федор, Иван и Василий Александровичи Качковы. В результате храм приобрел вид однокупольной трёхнефной постройки с трёхъярусной шатровой колокольней. Церковь была заново освящена 27 и 28 сентября 1910 г.
Бунтарский дух продолжал жить в ерахтурских крестьянах и после Октябрьской революции 1917 г., в годы советской власти. Так, когда осенью 1918 г. ряд сел Касимовского уезда был охвачен контрреволюционными выступлениями местных крестьян, к мятежу, во главе которого стоял бывший офицер царской армии Козловский, присоединилась и значительная часть населения села Ерахтур. Однако это выступление было стихийным и неорганизованным, и в Ерахтуре, например, дело ограничилось убийством активиста местного комитета бедноты коммуниста Лунина. В течение 3 дней это крестьянское выступление было подавлено властями.
12 июля 1929 г. постановлением ВЦИК РСФСР в составе Московской области был образован Ерахтурский район, позднее, с 1937 г., вошедший в состав новосозданной Рязанской области. В течение последующих 34 лет село Ерахтур являлось районным центром.

Массовое недовольство охватило крестьян Ерахтура при проведении коллективизации сельского хозяйства в 1929—1930 гг. В книге «Из истории коллективизации сельского хозяйства Рязанской области» (1962) сообщается, что из-за перегибов в ходе создания колхозов в 1930 г. наблюдался массовый выход из них. В селе Ерахтур, в частности, было подано 150 заявлений о выходе из колхоза. В документе говорится, что
«Тяга к выходу из колхозов продолжается. Заявления пишутся коллективно, иногда форма заявлений подается известными уловками — в кругу, чтобы не узнать, кто первый подал заявление. В числе выбывающих большинство — беднота. В селе Ерахтур крестьяне требуют возврата обобществленных лошадей…».
Однако, к концу 1930-х гг. коллективизация крестьянских хозяйств в селе Ерахтур была, в основном, завершена. А 18 сентября 1939 г. общим собранием граждан села Ерахтур, на котором присутствовало 635 чел. из общего числа 1225 жителей, был решен вопрос о закрытии в селе церкви Спаса Нерукотворного и передачи здания храма под среднюю школу. Жители села «имели желание покончить с религиозным дурманом, закрыть церковь». Граждане ссылались на то, что в селе Куземкине, расположенного в 3 км от Ерахтура действовала церковь, где можно было бы служить Литургию. Из числа присутствовавших за закрытие церкви проголосовало 630 человек, 1 был против, 3 воздержалось. После этого собрания Оргкомитет Президиума Верховного Совета РСФСР по Рязанской области постановил церковь Спаса Нерукотворного в селе Ерахтур закрыть. В дальнейшем здание храма использовалось в хозяйственных целях (в нём располагалась подстанция). Одновременно была закрыта и деревянная Никольская церковь, главки колокольни и купола её были сломаны, а само здание использовалось некоторое время как детская библиотека, затем как магазин.  
В 1963 г. Ерахтурский район вошёл в состав Шиловского района Рязанской области.
В 1989 г. здания Никольской и Спаса Нерукотворного церквей были возвращены Рязанской епархии РПЦ. Спасский храм является действующим.

## Население
| 1859  | 1897  | 1906  | 1926  | 1939  | 1959  | 2009  |
| ----- | ----- | ----- | ----- | ----- | ----- | ----- |
| 2577  | ↗3003 | ↗3620 | ↘3542 | ↘2941 | ↘2385 | ↘1046 |
| 2010  |       |       |       |       |       |       |
| ↘1008 |       |       |       |       |       |       |

### Историческая численность населения
По данным переписи населения 2010 г. в селе Ерахтур постоянно проживают 1008 чел. (в 1992 г. — 1176 чел.).

## Известные уроженцы, жители
- Карташёв, Иван Петрович (1918—1968) — слесарь-лекальщик Ленинградского завода «Экономайзер», лауреат Сталинской премии 1951 года.

## Инфраструктура
Реализацией товаров и услуг занимаются несколько магазинов, кафе, предприятие по оказанию ритуальных услуг и автосервис. Имеются отделение Сбербанка РФ, отделение почтовой связи, аптека, врачебная амбулатория, Ерахтурская средняя общеобразовательная школа, Ерахтурская детская музыкальная школа, детский сад, Дом культуры и библиотека.

## Достопримечательности
- Храм образа Спаса Нерукотворного — Спасская церковь. Построен в 1829 г. по инициативе и на средства Н. Н. и А. Н. Демидовых в стиле эклектики.
- Храм святителя Николая Чудотворца — Никольская церковь. Построен в 1885 г. на средства прихожан, здание требует ремонта и реставрации.
- Земская приходская школа. Построена в 1881 г. В настоящее время в здании размещается один из корпусов Ерахтурской средней общеобразовательной школы.
- Усадебный дом купцов и почётных граждан Качковых. Построен в 1889 г. В настоящее время в здании размещается отделение почтовой связи.
- Памятник односельчанам, погибшим в Великой Отечественной войне 1941—1945 гг.
- Часовня и святой источник Илии Пророка. Обустроены местными жителями в 2010-х годах.

## Транспорт
Основные грузо- и пассажироперевозки осуществляются автомобильным транспортом: село имеет выезд на проходящую поблизости автомобильную дорогу регионального значения Р125: «Ряжск — Касимов — Нижний Новгород». Также ежедневно по расписанию обслуживается автобусами с конечными остановками «Шилово-Ерахтур» и «Ерахтур-Касимов».